# Exodus (Bob Marley & the Wailers)
Exodus è un album del gruppo musicale reggae giamaicano Bob Marley and the Wailers, registrato a Londra nel 1977 per la casa discografica Island Records. Il cantante si era trasferito a Londra dopo essere scampato ad un tentato omicidio avvenuto il 5 dicembre 1976, mentre si trovava nella sua abitazione di Kingston, in Giamaica. Il titolo quindi ha un doppio significato in quanto si riferisce sia all'esodo del popolo eletto che alla sua posizione politica contro il Primo Ministro Michael Manley: allo slogan elettorale di quest'ultimo "We know where we are going", Marley rispose componendo Exodus. Nell'aggressione, anche la moglie rimase ferita da un colpo di arma da fuoco ed entrambi furono trasferiti in Gran Bretagna il giorno dopo. Altre tracce dell'album come So Much Thing to Say, The Heaten, Guiltiness e Jamming, hanno chiari riferimenti a quanto gli era accaduto.
"Nessun proiettile ci può fermare / Non supplicheremo e non ci piegheremo / Non possono comprarci né venderci / La tua vita vale più dell'oro." (Jamming)
Uscito il 3 giugno 1977, è considerato dai critici il miglior disco di Bob Marley, il profeta del reggae morto nel 1981, ed uno dei più rappresentativi dell'intero genere. Rimase nelle classifiche di vendita britanniche per 56 settimane, grazie anche al successo internazionale del singolo Jamming. Nelle sue liriche, soprattutto nelle celebri canzoni Exodus, One Love e The Heathen (i pagani), il disco affronta complessi temi politici, razziali e religiosi.
Solo un mese dopo, nel luglio del 1977, gli venne diagnosticato il melanoma che entro pochi anni lo portò alla morte.

## Riconoscimenti
La rivista Rolling Stone l'ha inserito al 169º posto della sua lista dei 500 migliori album. Nel 1999 la rivista TIME elegge Exodus migliore album del XX secolo.

## Tracce
Testi e musiche di Bob Marley, eccetto dove indicato.
Lato A
1. Natural Mystic 3:28
2. So Much Things to Say 3:08
3. Guiltiness 3:20
4. The Heathen 2:32
5. Exodus 7:40

Lato B
1. Jamming 3:31
2. Waiting in Vain 4:16
3. Turn Your Lights Down Low 3:39
4. Three Little Birds 3:00
5. One Love/People Get Ready (Bob Marley, Curtis Mayfield) 2:56

## 2001 Deluxe edition
Nel 2001 è stata pubblicata una versione deluxe di Exodus in due CD.

### CD 1
Il primo CD contiene l'album originale rimasterizzato più alcune bonus track
1. Natural Mystic – 3:28
2. So Much Things to Say – 3:08
3. Guiltiness – 3:20
4. The Heathen – 2:32
5. Exodus – 7:40
6. Jamming – 3:31
7. Waiting in Vain – 4:16
8. Turn Your Lights Down Low – 3:39
9. Three Little Birds – 3:00
10. One Love/People Get Ready – 2:56
11. Roots (B-side del singolo Waiting in Vain) – 3:44
12. Waiting in Vain (versione alternativa) – 4:44
13. Jamming (long version, lato A del singolo 12") – 5:52
14. Jamming (versione inedita) – 3:06
15. Exodus (lato B del singolo "Exodus") – 3:08

### CD 2
Il secondo CD contiene un concerto inedito tratto dall'Exodus Tour, registrato a Londra il 4 giugno 1977 (i primi cinque brani) e dalle prove di registrazione con Lee "Scratch" Perry, effettuate tra il luglio e l'agosto del 1977 (i rimanenti cinque brani).
1. The Heathen – 6:48
2. Crazy Baldhead/Running Away – 9:22
3. War/No More Trouble – 7:44
4. Jamming – 7:07
5. Exodus – 11:49
6. Punky Reggae Party (lato A del singolo 12 giamaicano) – 9:19
7. Punky Reggae Party (dub, lato B stesso singolo) – 8:50
8. Keep On Moving (inedito) – 6:26
9. Keep On Moving (dub, inedito) – 7:15
10. Exodus Advertisement – 1:08

## Formazione
- Bob Marley – voce, chitarra ritmica, chitarra acustica, percussioni
- Aston Barrett "Family Man" – basso, chitarra, percussioni
- Carlton Barrett – batteria, percussioni
- Tyrone Downie – tastiere, percussioni, cori
- Alvin "Seeco" Patterson – percussioni
- Julian (Junior) Marvin – chitarra solista
- Le Threes (Rita Marley, Marcia Griffiths, Judy Mowatt) – cori
- Karl Pitterson – tecnico del suono
- Guy Bidmead, Terry Barham – assistenti tecnico del suono
- Aston "Familyman" Barrett, Chris Blackwell, Karl Pitterson – missaggio
- Adrian Boot, Neville Garrick – foto
- Neville Garrick – grafica

## Classifiche

### Classifiche settimanali
| Classifica (1977)    | Posizione massima |
| -------------------- | ----------------- |
| Austria              | 21                |
| Canada               | 46                |
| Francia              | 20                |
| Norvegia             | 12                |
| Paesi Bassi          | 11                |
| Regno Unito          | 8                 |
| Stati Uniti          | 20                |
| Stati Uniti (R&B)    | 15                |
| Svezia               | 14                |
| Classifica (2001)    | Posizione massima |
| Stati Uniti (reggae) | 4                 |

### Classifiche di fine anno
| Classifica (2024) | Posizione |
| ----------------- | --------- |
| Portogallo        | 192       |